# Pherbellia krivosheinae
Pherbellia krivosheinae är en tvåvingeart som beskrevs av Rozkosny och Knutson 1991. Pherbellia krivosheinae ingår i släktet Pherbellia och familjen kärrflugor. Inga underarter finns listade i Catalogue of Life.